# Maria Bartiromo
Maria Bartiromo (New York, 11 settembre 1967) è una giornalista e conduttrice televisiva statunitense specializzata in tematiche economiche. Dal 2014 lavora per il gruppo mediatico Fox, dopo essere stata per 5 anni alla CNN e per 20 anni, dal 1993, alla CNBC. Fin dall'inizio della carriera nel 1988, i suoi reportage si sono concentrati in particolare su temi economici e finanziari. Nel 1994 è diventata la prima giornalista a riferire in diretta dal trading floor della Borsa di New York. Soprannominata "Money Honey" (nel gennaio 2007  ha depositato domande per utilizzare il termine "Money Honey" come marchio per una linea di prodotti per bambini, tra cui giocattoli, puzzle e libri da colorare, per insegnare ai bambini cos'è il denaro) ha ricevuto due Emmy Awards per il suo lavoro.
Politicamente conservatrice, già durante la prima presidenza di Donald Trump, è diventata una sostenitrice della sua amministrazione.

## Biografia
Figlia di immigrati italiani (i suoi nonni materni, Rosalia e Pellegrino Monreale, emigrarono da Agrigento nel 1898, mentre suo nonno paterno, Carmine Bartiromo, emigrò da Nocera Inferiore nel 1903), è cresciuta a New York nella zona di Brooklyn,
 dove i suoi genitori gestivano un ristorante italiano, "Rex Manor". Si è laureata all'Università di New York in giornalismo ed economia.

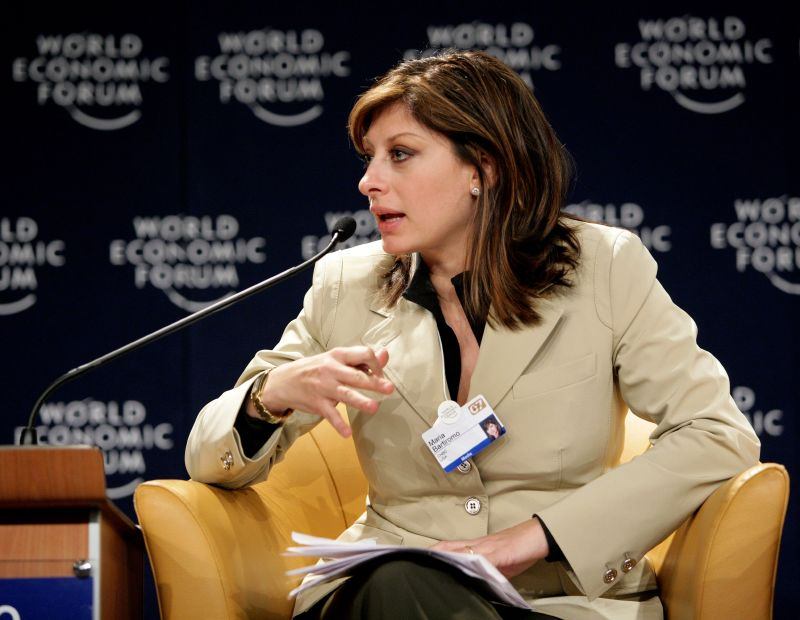
Maria Bartiromo durante una conferenza del Forum Economico Mondiale del 2007.

Mentre era all'università è stata coinvolta nella radio, facendo uno stage nello show di Barry Farber su WMCA 570. Farber fu colpito dalla sua volontà e capacità nello svolgere compiti dietro le quinte associati al ruolo. In seguito ha svolto un tirocinio presso la CNN.
Ha lavorato per 5 anni alla CNN prima di passare alla CNBC nel 1993. È stata la prima giornalista a condurre un programma giornaliero in diretta da Wall Street. Ha rivestito fino al 2013 il ruolo di conduttrice dei programmi Closing Bell with Maria Bartiromo e Wall Street Journal Report with Maria Bartiromo (di cui è stata anche responsabile editoriale). In virtù delle sue origini italiane, a partire dal 1995 ha condotto la trasmissione televisiva dell'annuale Columbus Day di New York.
Ha svolto il ruolo di moderatrice in diverse edizioni del Forum economico mondiale di Davos. Cura attualmente una rubrica mensile per USA Today ed ha pubblicato numerosi articoli sui periodici finanziari, tra cui il Financial Times, New York Post e Milano Finanza.

## Vita privata
Nel 1999 Bartiromo ha sposato Jonathan Steinberg, amministratore delegato di WisdomTree Investments, e figlio del finanziere miliardario Saul Steinberg. Lo aveva incontrato per la prima volta nel 1990, subito dopo essersi laureata. I due possiedono una casa sulla spiaggia nella frazione di Westhampton, New York. Hanno anche vissuto in una casa a cinque piani nell'Upper East Side di Manhattan.

## Curiosità
- È apparsa nei film Pelham 123 - Ostaggi in metropolitana e Wall Street - Il denaro non dorme mai interpretando il ruolo di se stessa[17].
- Il cantante Joey Ramone le ha dedicato una canzone pubblicata nel suo album solista Don't Worry About Me del 2002.